# Герб Межигірців
Герб Межигі́рців — офіційний символ села Межигірці, Галицького району Івано-Франківської області, затверджений 18 березня 2001 р. рішенням Межигорецької сільської ради.
Автор — К.М. Богатов.

## Опис герба
На лазуровому щиті на золотій котлоподібній базі золота церква. Щит обрамований золотим декоративним картушем i увінчаний золотою сільською короною. 